# Putignano
Putignano – miejscowość i gmina we Włoszech, w regionie Apulia, w prowincji Bari.
Według danych na styczeń 2009 gminę zamieszkiwało 27 467 osób przy gęstości zaludnienia 277,1 os./1 km².